# Sky Full of Song
Sky Full of Song è un singolo del gruppo musicale britannico Florence and the Machine, il primo estratto dal quarto album in studio High as Hope e pubblicato il 12 aprile 2018 dalla Virgin EMI Records.

## Tracce
Testi e musiche di Florence Welch, Emile Haynie, Thomas Bartlett.
1. Sky Full of Song – 3:46